# コズミックライダー
「コズミックライダー」は、藤木直人の通算4枚目のシングル。2000年11月1日にポニーキャニオンより発売。

## 概要
前作「パーフェクトワールド」から約3ヶ月ぶりのシングルで、2000年2枚目のシングル。オリコン週間シングルチャートで初登場45位。1stアルバム『BUMP!』の先行シングル。アルバム未収録の「Brand-new Day」がカップリング曲として収録されている。

## 収録曲
1. コズミックライダー
（作詞:寺岡呼人/作曲:藤木直人/編曲:寺岡呼人）
作詞、編曲は寺岡呼人。原曲は詩曲ともに自身による「BE ALL RIGHT」で、持ち歌にまだアップナンバーがなかったライブ活動初期の頃にライブ用に作られた曲である。原曲歌詞のサビの1部分はそのまま活かされている。PVは翌年発売のDVD「nao-hit TV ver1.0」に収録。
2. Brand-new Day
（作詞・作曲:藤木直人/編曲:寺岡呼人）
3. コズミックライダー(INSTRUMENTAL)
（作詞:寺岡呼人/作曲:藤木直人/編曲:寺岡呼人）

## 収録アルバム
- BUMP!（M-1）
- HISTORY of NAOHITO FUJIKI 10TH ANNIVERSARY BOX（ベストアルバム限定盤）（M-1）
- HISTORY of NAOHITO FUJIKI Standard Edition（ベストアルバム通常盤）（M-1）

## テレビ出演
- BEAT MOTION（2000年11月5日、NHK BS2）（M-1）
- AX MUSIC-TV（2000年11月8日、日本テレビ）（M-1）